# با عثمان سونكو
با عثمان سونكو (بالإنجليزية: Pa Ousman Sonko)‏ هو لاعب كرة قدم غامبي في مركز الدفاع، ولد في 26 ديسمبر 1984 في بانجول في غامبيا. شارك مع منتخب غامبيا لكرة القدم. أما مع النوادي، فقد لعب مع ريد بول سالزبورغ ونادي أوستريا سالزبورغ ونادي رايندورف آلتاخ.

## وصلات خارجية
- با عثمان سونكو على موقع قاعدة بيانات كرة القدم.إي يو (الإنجليزية)
- با عثمان سونكو على موقع عالم كرة القدم.نت (الإنجليزية)